# Landkreis Schwandorf
Landkreis Schwandorf ligger i Regierungsbezirk Oberpfalz i den østlige del af den tyske delstat Bayern. Nabokreise er mod nord Landkreis Neustadt an der Waldnaab, mod nordøst den tjekkiske Region Pilsen, mod øst ligger Landkreis Cham, i syd Landkreis Regensburg, i sydvest Landkreis Neumarkt in der Oberpfalz og mod vest Landkreis Amberg-Sulzbach.

## Geografi
Kreisområdet omfatter mod nordøst Oberpfälzer Wald og Oberpfälzer Hügelland (bakkeland) i sydvest. I sydøst rager udløbere af Bayerischer Wald ind i området. Fra nord mod syd løber floden Naab, en biflod til Donau fra venstre, på en strækning af 40 km gennem området. Den optager øst for Schwarzenfeld den fra øst mod vest løbende Schwarzach. I det sydøstlig hjørne  strejfer floden Regen på nogle få kilometer området.

## Byer og kommuner
Kreisen havde 147189  indbyggere pr.  2018-12-31

| Byer 1. Burglengenfeld (13554) 2. Maxhütte-Haidhof (11575) 3. Nabburg (6117) 4. Neunburg vorm Wald (8338) 5. Nittenau (9019) 6. Oberviechtach (5030) 7. Pfreimd (5349) 8. Schönsee (2447) 9. Schwandorf, administrationsby (28828) 10. Teublitz (7418) Købstæder (markt) 1. Bruck in der Oberpfalz (4462) 2. Neukirchen-Balbini (1122) 3. Schwarzenfeld (6321) 4. Schwarzhofen (1420) 5. Wernberg-Köblitz (5650) 6. Winklarn (1403) Kommuner 1. Altendorf (855) 2. Bodenwöhr (4303) 3. Dieterskirchen (999) 4. Fensterbach (2347) 5. Gleiritsch (631) 6. Guteneck (820) 7. Niedermurach (1245) 8. Schmidgaden (2955) 9. Schwarzach b.Nabburg (1445) 10. Stadlern (519) 11. Steinberg am See (1917) 12. Stulln (1634) 13. Teunz (1826) 14. Thanstein (962) 15. Trausnitz (948) 16. Wackersdorf (5265) 17. Weiding (465) Kommunefri områder (41,02 km²) 1. Einsiedler und Walderbacher Forst (18,70 km²) 2. Östlicher Neubäuer Forst (15,71 km²) 3. Wolferlohe (6,61 km²) Verwaltungsgemeinschafte 1. Nabburg (Byen Nabburg og kommunerne Altendorf og Guteneck) 2. Neunburg vorm Wald (Købstædrne Neukirchen-Balbini og Schwarzhofen og kommunerne Dieterskirchen og Thanstein) 3. Oberviechtach (Købstaden Winklarn og kommunerne Gleiritsch, Niedermurach und Teunz) 4. Pfreimd (Byen Pfreimd og Gemeinde Trausnitz) 5. Schönsee (Byen Schönsee og kommunerne Stadlern og Weiding) 6. Schwarzenfeld (Købstaden Schwarzenfeld og kommunerne Schwarzach b.Nabburg og Stulln) 7. Wackersdorf (Kommunerne Steinberg og Wackersdorf) |